# Agenor (Sohn des Antenor)
Agenor (altgriechisch Ἀγήνωρ Agḗnōr) ist eine Gestalt der griechischen Mythologie.
Agenor war nach der Darstellung in Homers Ilias ein Sohn des Antenor und der Theano und nahm als einer der tapfersten Troer am Trojanischen Krieg teil. Er kämpfte mit Elephenor, dem Anführer des Stammes der Abanten, und tötete ihn, ebenso den Klonios. Beim Sturm auf die griechischen Verschanzungen führte er mit Paris und Alkathoos die zweite Kolonne an, verband den verwundeten Helenos und eilte mit anderen Trojanern dem von Aias niedergestreckten Hektor zu Hilfe. Von Apollon ermutigt, wagte er es sogar, den griechischen Helden Achilleus zum Kampf herauszufordern, damit die fliehenden Trojaner in ihre Stadt entkommen konnten. Allerdings vermochte er Achilleus nicht zu verwunden, sondern traf nur dessen Beinschienen. Achilleus stürmte wütend auf ihn ein, da umhüllte Apollon ihn mit einer Wolke, nahm selbst seine Gestalt an und lockte Achilleus von den Toren weg, bis die Trojaner und der wahre Agenor sich in die Stadt zurückgezogen hatten.
Quintus Smyrnaeus schreibt Agenor ebenfalls viele Heldentaten zu; demnach tötete er zahlreiche griechische Kämpfer. Laut der Kleinen Ilias verwundete er Lykomedes und fiel selbst von der Hand des Neoptolemos.
Er war auf einem berühmten Gemälde des Polygnot in der Lesche zu Delphi dargestellt.